# Valea Marcului, Mehedinți
Valea Marcului este un sat în comuna Dumbrava din județul Mehedinți, Oltenia, România.